# Hermann Crombach
Hermann Crombach (* 1598 in Köln; † 1680 ebenda) war ein deutscher Jesuit, Theologieprofessor und Kirchenhistoriker.
Crombach trat 1615 in den Jesuitenorden ein. Er unterrichtete Philosophie und Moraltheologie.
Als Autor behandelte er in gelehrten Werken Themen der Kölner Kirchengeschichte, insbesondere die Verehrung der Heiligen Ursula und ihrer Jungfrauen sowie der Heiligen Drei Könige.